# الصرداح (تبن)

تعديل مصدري - تعديل

الصرداح هي إحدى قرى عزلة الحوطة بمديرية تبن التابعة لمحافظة لحج، بلغ تعداد سكانها 918 نسمة حسب تعداد اليمن لعام 2004.